# Test Q
Il test Q o test di Dixon (Q test in inglese) è un semplice test statistico non parametrico utilizzato per valutare se scartare o meno dati ritenuti outlier. 
Per effettuare il test Q al fine di individuare i dati errati, si devono disporre i dati in ordine di valore crescente, e quindi per ognuno calcolare il coefficiente {\displaystyle Q_{n},} definito come:
{\displaystyle Q_{n}={\frac {|x_{n}-x_{n-1}|}{|R|}},}
dove {\displaystyle R=\max _{j}(x_{j})-\min _{j}(x_{j})} è l'ampiezza dell'intervallo contenente tutti i valori osservati.
Sia {\displaystyle Q=\max _{n}(Q_{n}).} Si confronta {\displaystyle Q_{n}} con {\displaystyle Q_{\text{tabella}},} dove {\displaystyle Q_{\text{tabella}}} è un valore di riferimento ottenuto a partire dall'ampiezza del campione e dal livello di confidenza (alcuni esempi sono riportati di seguito). Se {\displaystyle Q_{n}>Q_{\text{tabella}},} allora si può scartare il valore, con affidabilità pari alla percentuale riportata.
Importante: con il test Q può essere eliminato al massimo un solo valore per insieme di dati se si vuole preservare l'integrità statistica dei dati.

## Valori di Qtabella
| Numero di dati: | 3     | 4     | 5     | 6     | 7     | 8     | 9     | 10    |
| Q90%:           | 0,941 | 0,765 | 0,642 | 0,560 | 0,507 | 0,468 | 0,437 | 0,412 |
| Q95%:           | 0,970 | 0,829 | 0,710 | 0,625 | 0,568 | 0,526 | 0,493 | 0,466 |
| Q99%:           | 0,994 | 0,926 | 0,821 | 0,740 | 0,680 | 0,634 | 0,598 | 0,568 |

## Esempio di applicazione
Consideriamo i dati seguenti: 
0,189; 0,169; 0,187; 0,183; 0,186; 0,182; 0,181; 0,184; 0,181; 0,177.
Dopo averli ordinati in ordine crescente, si calcoli per ognuno la differenza tra i valori successivi:
| 0,169 | 0,177 | 0,181 | 0,181 | 0,182 | 0,183 | 0,184 | 0,186 | 0,187 | 0,189 |
| ---   | 0,008 | 0,004 | 0,000 | 0,001 | 0,001 | 0,001 | 0,002 | 0,001 | 0,002 |

Il valore che più si discosta dagli altri è 0,169. Allora:
{\displaystyle Q={\frac {(0,177-0,169)}{(0,189-0,169)}}\simeq 0,40.}
Con 10 dati, {\displaystyle Q} è minore sia di Q90% sia di Q95% (riportati in tabella). Possiamo quindi mantenere 0,169 sia se vogliamo il 90% di affidabilità, sia al 95%. Esiste dunque una probabilità superiore al 10%, che quel dato appartenga alla stessa popolazione degli altri nove valori.